# Donald Ravenscroft
Donald Ravenscroft (7 de julio de 1976) es un deportista sudafricano que compitió en taekwondo. Ganó cuatro medallas en el Campeonato Africano de Taekwondo entre los años 1996 y 2003.

## Palmarés internacional
| Campeonato Africano | Campeonato Africano       | Campeonato Africano | Campeonato Africano |
| Año                 | Lugar                     | Medalla             | Categoría           |
| ------------------- | ------------------------- | ------------------- | ------------------- |
| 1996                | Johannesburgo (Sudáfrica) | Medalla de plata    | +83 kg              |
| 1998                | Nairobi (Kenia)           | Medalla de oro      | +84 kg              |
| 2001                | Dakar (Senegal)           | Medalla de oro      | +84 kg              |
| 2003                | Abuya (Nigeria)           | Medalla de oro      | +84 kg              |